# (8636) Malvina
(8636) Malvina  es un asteroide perteneciente al cinturón de asteroides, región del sistema solar que se encuentra entre las órbitas de Marte y Júpiter.
Fue descubierto el 17 de octubre de 1985 desde el Observatorio de Caussols.

## Designación y nombre
Designado provisionalmente como 1985 UH2. El día que este pequeño planeta fue descubierto por el equipo de observación en el que participa Alain Maury, Malvina Maury (n. 1985) nació en Poway, cerca de San Diego, mientras su padre trabajaba en Palomar.

## Características orbitales
(8636) Malvina está situado a una distancia media del Sol de 2,342 ua, pudiendo alejarse hasta 2,586 ua y acercarse hasta 2,099 ua. Su excentricidad es 0,104 y la inclinación orbital 3,180 grados. Emplea 1309,49 días en completar una órbita alrededor del Sol.

## Características físicas
La magnitud absoluta de (8636) Malvina es 13,95. Tiene 4,940 km de diámetro y su albedo se estima en 0,263.